# Tanacetum oshanahanii
Tanacetum oshanahanii là một loài thực vật có hoa trong họ Cúc. Loài này được Marrero Rodr., Febles & C.Suárez miêu tả khoa học đầu tiên năm 1989.